# A szerelem illata
A szerelem illata (eredeti cím: Love Hard) 2021-es amerikai romantikus filmvígjáték, amelyet Danny Mackey és Rebecca Ewing forgatókönyvéből Hernán Jiménez rendezett. A főszerepben Nina Dobrev, Jimmy O. Yang és Darren Barnet látható.
A filmet a Wonderland Sound and Vision gyártotta, és 2020 októbere és novembere között forgatták Vancouverben. A filmet 2021. november 5-én adta ki a Netflix.

## Rövid történet
Egy Los Angeles-i újságírónő egy randiappon megtalálja a tökéletes pasit, akivel sokat beszélget, de amikor 5000 kilométert utazik, hogy meglepje a férfit karácsonykor, ráébred, hogy átverték.

## Szereplők
- Nina Dobrev - Natalie Bauer, újságírónő
- Jimmy O. Yang - Josh Lin, akivel Natalie megismerkedik
- Darren Barnet - Tag, Josh iskolai ismerőse
- Harry Shum Jr. - Owen Lin, Josh bátyja
- Althea Kaye - June Lin nagymama
- James Saito - Bob Lin, Josh apja
- Rebecca Staab - Barb Lin, Josh anyja
- Matty Finochio - Lee
- Heather McMahan - Kerry
- Mikaela Hoover - Chelsea Lin
- Sean Depner - Chip

## Gyártás
2019 augusztusában bejelentették, hogy a Netflix megvásárolta Danny Mackey és Rebecca Ewing romantikus vígjátékának, a Szerelem illatának a forgatókönyvét. McG és Mary Viola a Wonderland Sound and Vision nevű cégen keresztül a film produceri feladatait is ellátta volna.
2020 augusztusában közölték, hogy Hernán Jiménez rendezi a filmet, a főszerepeket pedig Nina Dobrev, Jimmy O. Yang és Charles Melton játssza. 2020 októberében bejelentették, hogy Melton a Riverdale című tévésorozattal való időbeosztása miatt Darren Barnet helyettesítette. Harry Shum Jr., James Saito, Mikaela Hoover és Heather McMahan is csatlakozott a szereplőgárdához.
A forgatás 2020. október 9. és november 21. között zajlott a kanadai Vancouverben (Brit Kolumbia). A Lin otthon New Westminsterben, Brit Kolumbiában található, míg a Lake Placid repülőtér helyett a Boundary Bay repülőtér szolgált.

## Megjelenés
A filmet 2021. november 5-én mutatta be a Netflix.